# Валід Бахшвін
Валід Бахшвін (араб. وليد باخشوين, нар. 12 листопада 1989) — саудівський футболіст, захисник клубу «Аль-Аглі» і національної збірної Саудівської Аравії.

## Клубна кар'єра
У дорослому футболі дебютував 2009 року виступами за команду клубу «Аль-Аглі», кольори якої захищає й донині.

## Виступи за збірну
У 2013 році дебютував в офіційних матчах у складі національної збірної Саудівської Аравії.
У складі збірної був учасником кубка Азії з футболу 2015 року в Австралії.